# Młynisko (Bartoszyce)
Młynisko (deutsch Mühlfeld) war ein Ort in der polnischen Woiwodschaft Ermland-Masuren. Seine Ortsstelle gehört zum Gebiet der Gmina Bartoszyce (Landgemeinde Bartenstein) im Powiat Bartoszycki (Kreis Bartenstein (Ostpr.)).
Die Ortsstelle von Młynisko liegt am Westufer der Łyna (deutsch Alle) in der nördlichen Mitte der Woiwodschaft Ermland-Masuren, 21 Kilometer südlich der früheren und heute auf russischem Hoheitsgebiet gelegenen Kreisstadt Preußisch Eylau (russisch Bagratinowsk) bzw. neun Kilometer südwestlich der heutigen Kreismetropole Bartoszyce (Bartenstein).
Vor 1785 wurde das einstige Mühlfeldt gegründet und war ein Vorwerk mit einer Mühle des Gutsortes Tolks (polnisch Tolko). Im Jahre 1785 war Mühlfeld eine der 30 Wassermühlen im ostpreußischen Kreis Preußisch Eylau.
Auf einem Hügel unweit von Mühlfeld stand ein bearbeitetes Steinbild von etwa einem Meter Höhe. Es stellte eine Männerfigur dar. Er mag ein Grenzstein zwischen Natangen und Barten gewesen oder auch als eine Grenzgottheit angesehen worden sein.
Als 1945 das gesamte südliche Ostpreußen in Kriegsfolge an Polen abgetreten wurde, erhielt Mühlfeld die polnische Namensform „Młynisko“. Doch fand der Ort schon in den ersten Nachkriegsjahren keine Erwähnung mehr. Er gilt als aufgegeben und untergegangen. Seine Ortsstelle liegt im Gebiet der Gmina Bartoszyce (Landgemeinde Bartenstein) im Powiat Bartoszycki (Kreis Bartenstein (Ostpr.)).
Bis 1945 war Mühlfeld in die evangelische Kirche Reddenau (polnisch Rodnowo) in der Kirchenprovinz Ostpreußen der Kirche der Altpreußischen Union, außerdem in die römisch-katholische Kirche in Bartenstein (polnisch Bartoszyce) im damaligen Bistum Ermland eingepfarrt.
Von Tolko (Tolks) bzw. Sortławki (Sortlack) führen Wege zur nicht mehr erkennbaren Ortsstelle von Młynisko.